# Henriette Herz
Pour les articles homonymes, voir Herz.
Ne doit pas être confondu avec Henriette Hertz.

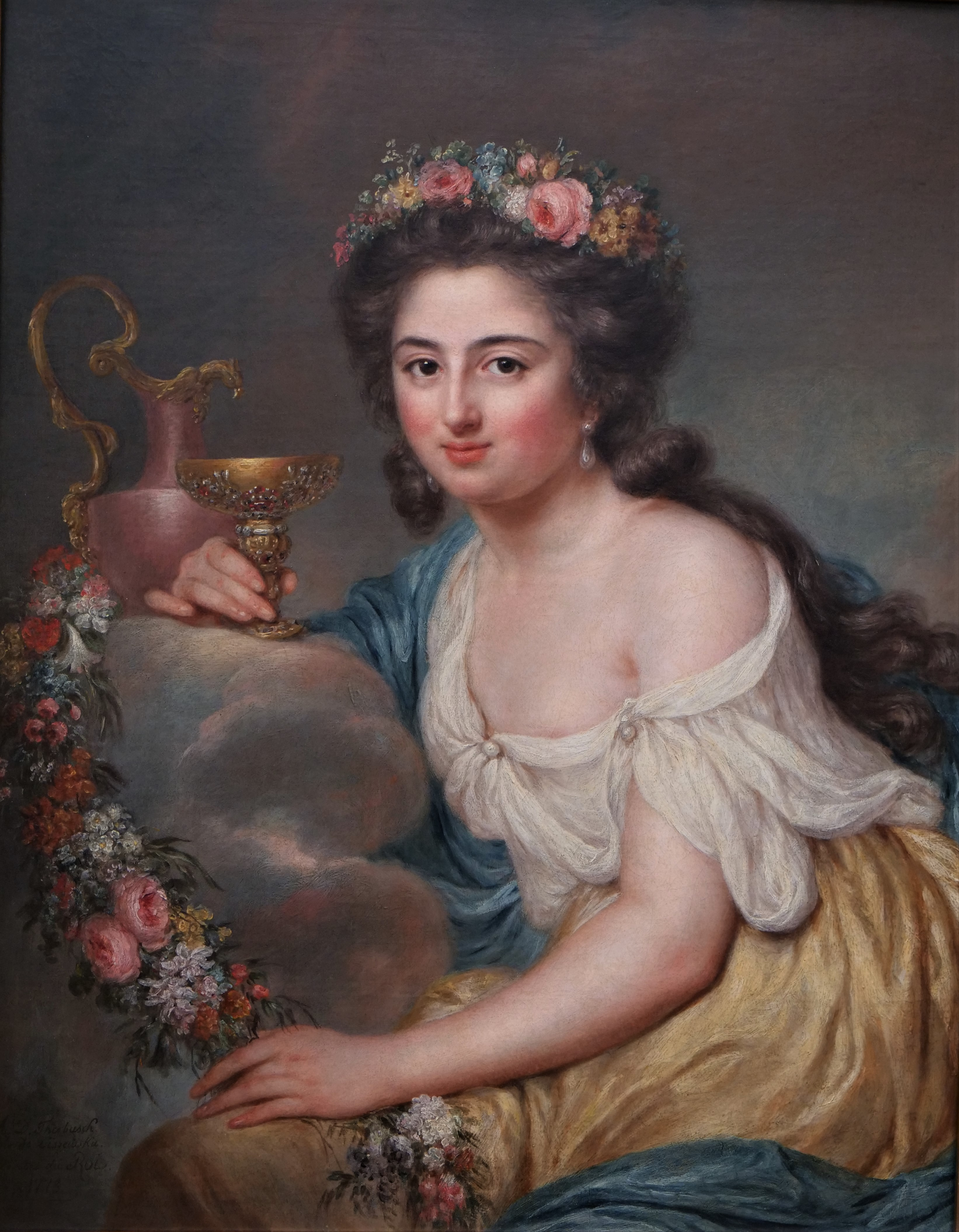
Henriette Herz par Anna Dorothea Therbusch en 1778

Henriette Julie Herz (née le 5 septembre 1764 à Berlin, morte le 22 octobre 1847 à Berlin ; née de Lemos) est écrivain et elle tient à Berlin un salon réputé au début du Romantisme. Elle est mariée avec Marcus Herz, médecin et écrivain. On compte parmi ses amis : Jean Paul, Friedrich Schiller, Mirabeau, Friedrich Rückert, Johannes von Müller, Alexander von Humboldt, Schleiermacher.

## Biographie
Henriette Herz est issue d'une famille juive dont les ancêtres paternels ont fui l'inquisition portugaise. Ses parents sont Benjamin de Lemos (1711-1789), un médecin connu, directeur de l'hôpital juif de Berlin, et Esther de Charleville (1742-1817), fille d'un médecin juif. Henriette reçoit une éducation signée, particulièrement dans les langues vivantes. À l'âge de 12 ans, on la fiance avec Marcus Herz, un médecin plus âgé qu'elle et qu'elle épouse deux ans plus tard. Marcus Herz, qui s'est entièrement voué au culte des Lumières, et surtout à son professeur Kant, organisant chez lui des conférences sur la philosophie de ce dernier ainsi que des cercles de conversation sur des sujets scientifiques et philosophiques. Henriette, qui s'intéresse plutôt à la littérature, a tôt fait de rassembler autour d'elle un cercle des jeunes gens et de jeunes femmes qui s'y passionnent également, et entre lesquels les rangs et les titres n'ont plus aucune importance.
Henriette Herz compte peu comme écrivain, mais en fondant et en dirigeant un des salons littéraires les plus réputés (1780-1803), elle fait un travail de pionnier. Son époux reçoit des hôtes qui jouent un rôle de premier plan dans la vie politique et culturelle tandis que dans une pièce attenante Henriette a son propre cercle féminin où l'on fonde une ligue de la vertu vouée à cultiver l'amitié et qui s'intéresse surtout à Goethe et à ses œuvres du Sturm und Drang. C'est jeter les bases du culte de Goethe. Ces deux cercles donnent naissance au salon de Berlin qui donne le ton ; à côté des hommes politiques, des savants et des artistes, on y trouve des écrivains et des philosophes considérables, par exemple les frères Alexander et Wilhelm von Humboldt, Sophie Mereau-Brentano la femme de Clemens Brentano, Jean Paul, Rahel Levin (future Rahel Varnhagen) et Friedrich Schleiermacher. C'est là que Friedrich Schlegel rencontre Dorothea Veit, la fille aînée du philosophe Moses Mendelssohn qui devient plus tard sa femme. C'est là que se réunissent dans leur diversité courants littéraires, époques et cercles de la société, et c'est le mérite d'Henriette Herz d'avoir établi des contacts et suscité des amitiés entre lettrés, artistes et savants, qu'ils fussent français ou allemands.
En 1803 meurt son mari et elle se voit contrainte de restreindre ses relations sociales et à se joindre à d'autres cercles, par exemple celui de Rahel Varnhagen. Dès 1813, elle se contente d'enseigner à des enfants sans ressources, mais sa renommée reste grande. Convertie au protestantisme, elle se fait baptiser en 1817. Elle repose au cimetière de Jérusalem et de la nouvelle église.